# Rutenummereret vej
En rutenummereret vej er en typisk del af en offentlig vej, som har fået tildelt et rutenummer.
Nummersystemet er forskelligt fra land til land og der kan typisk skelnes mellem interstate-vej (fx i USA), motorveje, omfartsveje (ringveje) osv.